# Bellair-Meadowbrook Terrace
Bellair-Meadowbrook Terrace är en ort (CDP) i Clay County, i delstaten Florida, USA. Enligt United States Census Bureau har orten en folkmängd på 13 343 invånare (2010) och en landarea på 10,9 km².